# Cândido Sales
Cândido Sales là một đô thị thuộc bang Bahia, Brasil. Đô thị này có diện tích 1301,378 km², dân số năm 2007 là 26174 người, mật độ 20,11 người/km².